# Матч Джеффрис — Шарки
«Матч Джеффрис — Шарки» (англ. Jeffries–Sharkey Contest) — немой полнометражный фильм неизвестного режиссёра. Первая в мире полнометражная работа. Дата премьеры неизвестна.

## В ролях
- Джеймс Джеффрис
- Том Шарки
- Уильям Брэди
- Уильям Барклай Мастерсон

## Описание
Бокс между Джеффрисом и Шарки продолжается 25 раундов. Побеждает Джеффрис.
Съёмки проводились 3 ноября 1899 года в Спортивном клубе Кони-Айленда в Бруклине. Держателем авторских прав является American Mutoscope and Biograph Co.
Фильм снимался с места, где находился стул, на котором сидел Уильям Барклай Мастерсон. Фильм был выпущен в 25 частях.